# Pommerit-le-Vicomte
Pommerit-le-Vicomte är en kommun i departementet Côtes-d'Armor i regionen Bretagne i nordvästra Frankrike. Kommunen ligger i kantonen Lanvollon som tillhör arrondissementet Saint-Brieuc. År 2022 hade Pommerit-le-Vicomte 1 842 invånare.

## Befolkningsutveckling
Antalet invånare i kommunen Pommerit-le-Vicomte
Referens:INSEE